# Bulqizë
Bulqizë ([ˈbulˈcizə] Bulqiza) es un municipio y villa de Albania. Situado en el condado de Dibër, al este del país. El municipio actual se formó durante la reforma local de 2015 mediante la fusión del antiguo municipio de Bulqizë con los municipios adyacentes de Fushë-Bulqizë, Gjoricë, Martanesh, Ostren, Shupenzë, Trebisht y Zerqan. La capital del municipio es la propia villa de Bulqizë. El municipio tenía una población total de 31 210 habitantes (censo de 2011), en un área total de 678.51 km². La población del Bulqizë en sus límites de 2011 era de 8177 habitantes.